# Terrorisme en 1992

## Événements

### Janvier
- 8 janvier, Irlande du Nord : un attentat de l'IRA contre un car d'ouvriers fait huit morts[réf. obsolète].

### Mars
- 17 mars, Argentine : un attentat contre l'ambassade d'Israël à Buenos Aires, fait vingt-neuf morts et deux-cent quarante-deux blessés[1]

### Avril
- 10 avril, Royaume-Uni : un attentat à la voiture piégée (qui contient une tonne d'explosifs) de l'IRA provisoire à la City de Londres fait trois morts et quatre-vingt-dix blessés, et provoque des dégâts évalués à une dizaine de milliards de francs[réf. obsolète].

### Mai
- 23 mai, Italie : une bombe de 600 kg placée sous une autoroute à Capaci près de Palerme explose au passage de la voiture du juge anti-mafia Giovanni Falcone. Le juge, son épouse Francesca Morvillo, et trois gardes du corps trouvent la mort dans cette attaque commanditée par Toto Riina, un membre de la Cosa nostra[2].

### Juin
- 29 juin, Algérie : assassinat du président Mohamed Boudiaf à Annaba[3].

### Juillet
- 19 juillet, Italie : un attentat à la voiture piégée à Palerme tue six personnes, dont le juge anti-mafia Paolo Borsellino[réf. obsolète].

### Août
- 26 août, Algérie : une bombe à l'aéroport d'Alger, cause la mort de neuf personnes et fait cent vingt-huit blessés. Il s'agit d'un des premiers massacres de la guerre civile algérienne[3].